# Reddyanus kanak
Espèce
Synonymes
- Isometrus kanak Lourenço, 2023

Reddyanus kanak est une espèce de scorpions de la famille des Buthidae.

## Distribution
Cette espèce est endémique de Nouvelle-Calédonie.

## Systématique et taxinomie
Cette espèce a été décrite sous le protonyme Isometrus kanak par Lourenço en 2023 dans le sous-genre Reddyanus qui a été élevé au rang de genre par Kovařík, Lowe, Ranawana, Hoferek, Jayarathne, Plíšková et Šťáhlavský en 2016.

## Étymologie
Cette espèce est nommée en l'honneur des Kanaks.

## Publication originale
- Lourenço, 2023 : « Nouvelles considérations sur Isometrus (Reddyanus) heimi Vachon, 1976 et description d’une deuxième espèce d’Isometrus pour la Nouvelle-Calédonie (Scorpiones : Buthidae). » Revue Arachnologique, sér. 2, vol. 10, p. 30-36.